# لوچانو توولی
لوچانو توولی (ایتالیایی: Luciano Tovoli؛ زادهٔ ۳۰ اکتبر ۱۹۳۶) کارگردان و فیلم‌بردار،فیلم‌نامه‌نویس
اهل ایتالیا است. او در حالی که اکثر عناوین فیلم‌شناسی او ایتالیایی هستند، به عنوان فیلمبردار در چندین فیلم آمریکایی و فرانسوی کار کرده است .

## فیلم‌شناسی
- بزرگ که شدم
- برگشتن بخت
- تیتوس
- فریب
- یادزدودگی
- حرفه: خبرنگار
- کمد
- قفسی برای دیوانگان ۳: عروسی
- پشت دیوارهای صومعه